# Mitsubishi Starion
Mitsubishi Starion je sportovní automobil, který v letech 1982 až 1990 vyráběla japonská automobilka Mitsubishi. Vůz byl prodáván i na americkém trhu pod jinými jmény.

## Závodní verze

### Mitsubishi Starion 4WD
Verze 4WD byla připravena pro skupinu B. Vývoj měla na starost společnost Ralliart. Automobil měl mít pohon všech kol a měl být odolný jako Audi Quattro. Šéfem vývoje byl Allan Wilkonson. Přední část vozu byla upravena, byly odstraněny výklopné světlomety a maska byla nahrazena jinou, která byla podobná typu Pajero. Od roku 1983 byl automobil testován v mistrovství Skotska a Portugalska. První start v mistrovství světa proběhl na Rallye 1000 Pistes 1984. Ve stejném roce proběhla i homologace a vůz mohl startovat ve skupině B poprvé na RAC Rallye 1984. Výsledky však zaostaly za očekáváním a tak byl projekt ukončen. Údajně jeden vůz startoval na Rallye Dakar 1983 a Rallye Hongkong 1985. Firma HKS upravila Starion na typ D404 pro kategorii D, která se v rámci Mistrovství světa nevypisovala.
Automobil měl samonosnou karoserii s motorem vpředu. Použitý motor byl shodný s tím, který byl použit ve voze Mitsubishi Lancer Turbo. Jednalo se o čtyřválec s rozvodem OHC o objemu 2996 cm3 přeplňovaný turbodmychadlem, který dosahoval výkonu 350 koní a točivého momentu 253 Nm. Vůz měl elektronické vstřikování Bosch, talířovou spojku a převodovku z Pajera.
Rozměry
- Délka 4026 mm
- Šířka – 1730 mm
- Hmotnost 1050 kg